# Načetín (Kalek)
Načetín (deutsch Natschung) ist ein Ortsteil der Gemeinde Kalek in Tschechien. Er liegt 19 km von Chomutov direkt an der Grenze zu Sachsen. 

## Geographie
Zu Načetín gehört noch das entvölkerte Gabrielahütten (Gabrielina Huť) und Kienhaid. Bei dem Ort entspringt der Natzschung-Fluss (Načetínský potok), im Oberlauf auch Keilbach genannt, der in seinem weiteren Verlauf die natürliche Staatsgrenze bildet.

## Geschichte
Erwähnt wurde der Ort Wnaczke nad Kalkem erstmals 1555. Berichtet wird von einem Bach, der mehrere Mühlen im Ort antrieb. Deutsch hieß der Ort zu Beginn Netzung (wohl abgeleitet vom benetzt, Feuchtgebiet). Der Ort gehörte in den Herrschaftsbereich von Komotau (Chomutov). 1605 wurde er Rothenhaus zugeschlagen. Im Ort wurde unter rauen Bedingungen Landwirtschaft betrieben, aber auch der Abbau von Gold, Silber und Zinn. Während des Dreißigjährigen Krieges musste die Bevölkerung öfters in die Wälder flüchten und wurde ausgeraubt. 1695 wurde im Ort ein Hochofen mit einem Hammerwerk erstellt. 1749 wurde das Eisenwerk wieder aufgelöst. Ab der zweiten Hälfte des 17. Jahrhunderts begann man mit der Herstellung von Schindeln, Holzspielwaren, Küchengerätschaften, Zigarrenspitzen und Baumaterial aus Holz. Ende des nächsten Jahrhunderts kam die Herstellung von Nägeln hinzu. 
1813 zogen zweimal preußische und österreichische Armeen im Kampf gegen Napoleon durch das Dorf und verwüsteten es. 1846 standen in Natzschung 53 Häuser mit 543 Einwohnern. 1850 wurde der Ort eine eigenständige Gemeinde im Gerichtsbezirk Sebastiansberg bzw. Bezirk Komotau. 1861 wurde eine Schule gebaut. Am 19. Juli 1891 kam es zu einer Überschwemmung, die alles mit sich riss, was sich ihr in den Weg stellte. 1927 wurde im Ort, in dem nur 5 tschechische Familien lebten, eine tschechische Schule eröffnet, die auch von Schülern aus Heinrichsdorf (Jindřichova Ves), Kallich (Kalek) und Kienhaid besucht wurde. 1960 erfolgte die Eingemeindung nach Kalek. 1991 hatte der Ort 11 Einwohner. Im Jahre 2001 bestand das Dorf aus 16 Wohnhäusern, in denen 37 Menschen lebten.

## Ortsgliederung
Der Katastralbezirk Načetín u Kalku umfasst die Fluren von Načetín und Jindřichova Ves.